# Schulz Point
Der Schulz Point ist das Westkap von Shirley Island im Archipel der Windmill-Inseln vor der Budd-Küste des ostantarktischen Wilkeslands. 
Luftaufnahmen der US-amerikanischen Operation Highjump (1946–1947) und Operation Windmill (1947–1948) dienten einer ersten Kartierung. Das Advisory Committee on Antarctic Names benannte die Landspitze 1963 nach dem Baumechaniker Richard L. Schulz von der United States Navy, der 1958 zur Winterbesetzung auf der Wilkes-Station gehört hatte.